# Vít Roleček
Vít Roleček (* 27. října 1991 Chrudim) je český filmový, divadelní a rozhlasový herec.

## Život
Během studia na Gymnáziu Josefa Ressela se věnoval recitaci na ZUŠ Chrudim a úspěšně se účastnil recitačních soutěží a přehlídek. Na Poděbradských dnech poezie opakovaně získal Cenu Českého rozhlasu. Je laureátem 51. Wolkrova Prostějova, později zasedá v jeho porotě.
Po studiích na Katedře činoherního divadla DAMU (pod vedením Jany Hlaváčové) hostoval mimo jiné ve VILA Štvanice, Činoherním klubu a Městském divadle Mladá Boleslav. Od roku 2016 je v angažmá v Národním divadle moravskoslezském, kde ztvárnil například roli mladého Shakespeara v inscenaci Zamilovaný Shakespeare, Alexandra Dumase ml. v opeře La traviata nebo Viktora v Havlově Odcházení.
Spolupracuje s českými i zahraničními televizními a filmovými produkcemi. Věnuje se recitaci, uměleckému přednesu a účinkuje v rozhlasových hrách a pořadech Českého rozhlasu.